# Bakterioza lilaka

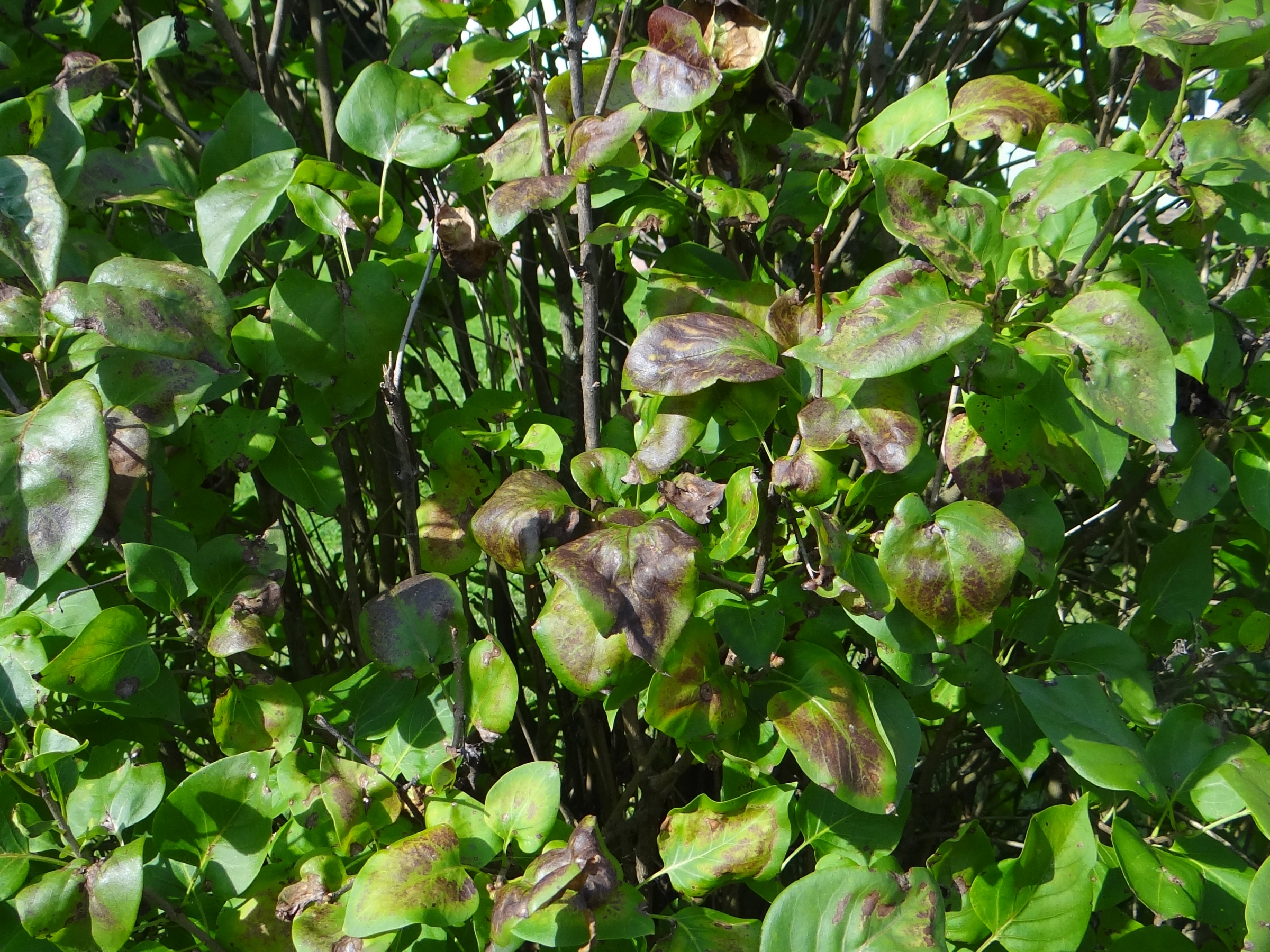

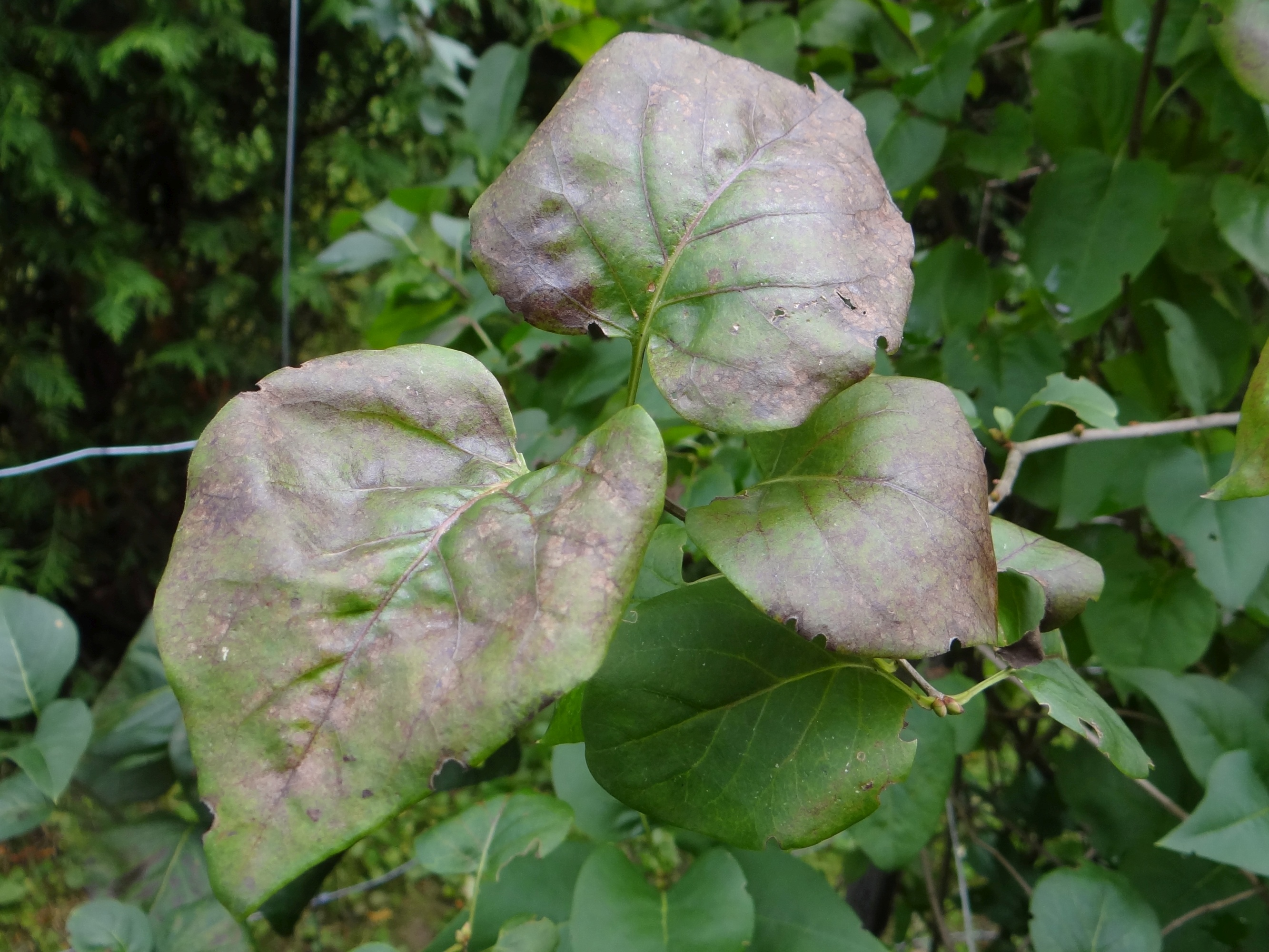

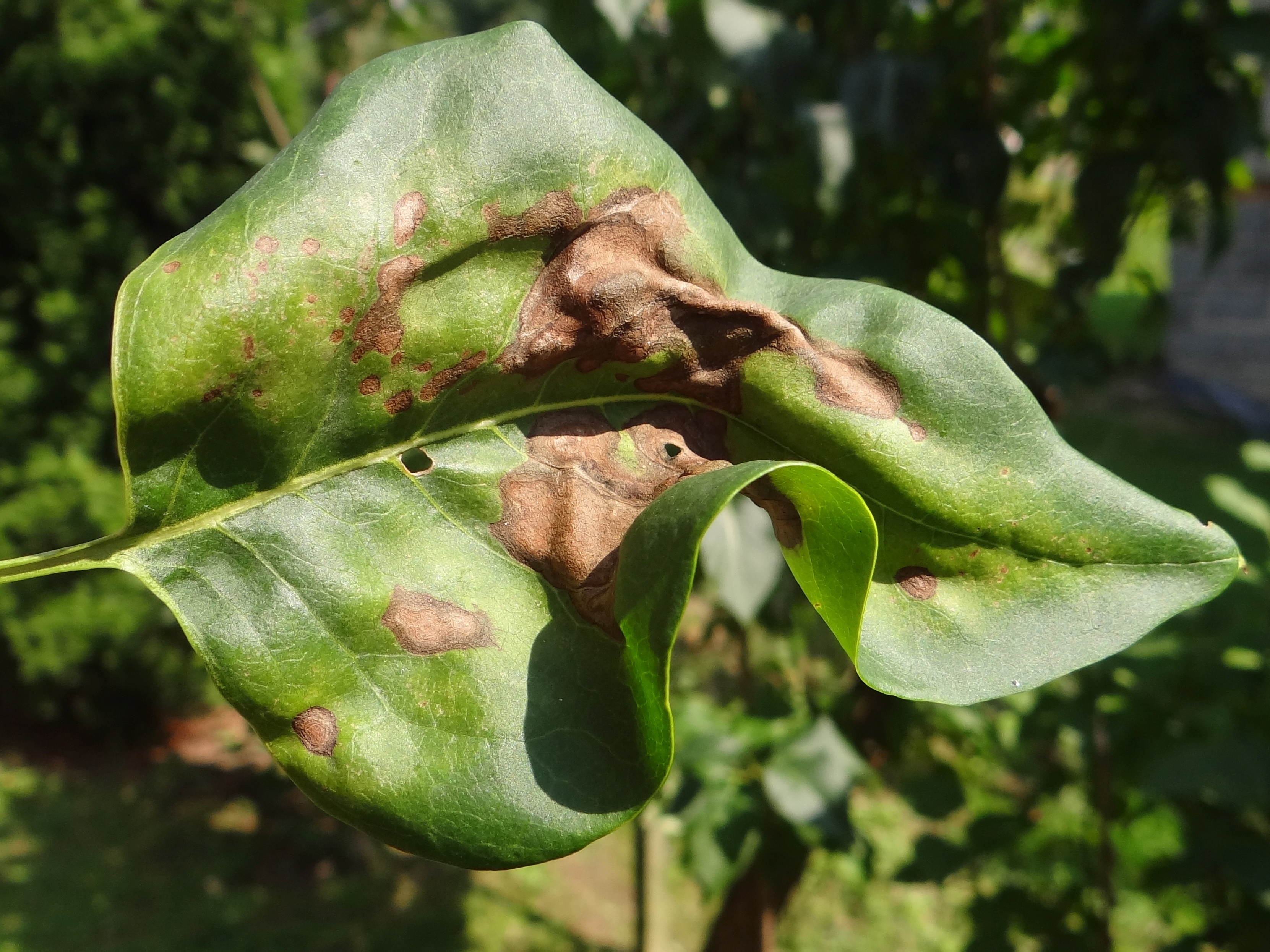

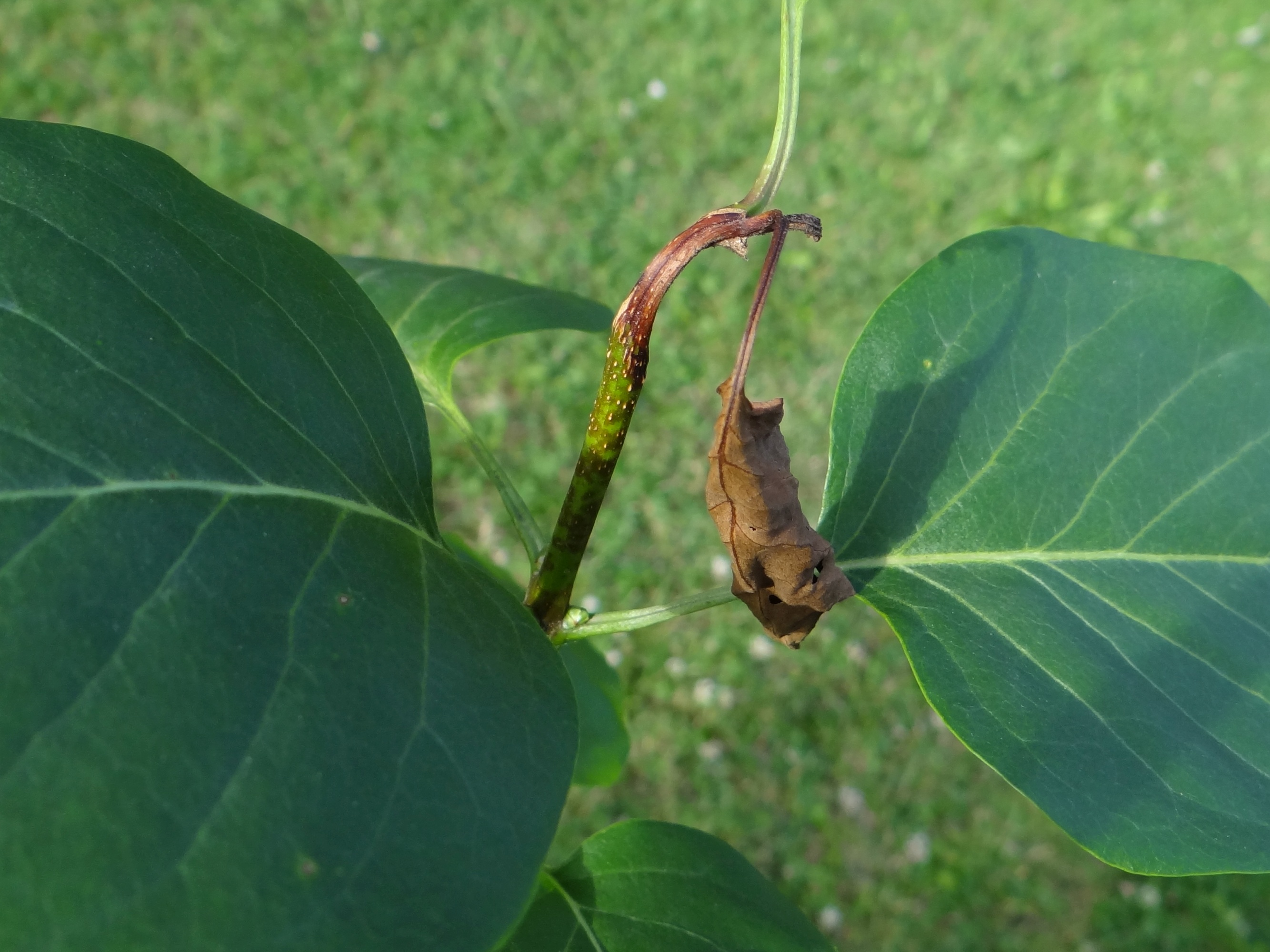

Bakterioza lilaka – bakteryjna choroba bzu lilaka wywoływana przez Pseudomonas syringae pv. syringae. Bakteria ta atakuje wiele roślin, wśród nich także wiele roślin rolniczych, sadowniczych i ozdobnych.

## Szkodliwość i objawy
Choroba występuje we wszystkich rejonach uprawy lilaka na świecie. Powoduje szkody w szkółkach, ale także w miejscach uprawy lilaków – w parkach czy ogródkach przydomowych.
Na polu pierwsze objawy choroby pojawiają się w maju lub czerwcu. Przy uprawie pod osłonami pierwsze objawy choroby pojawiają się dużo wcześniej – już w lutym lub marcu. Są to pojedyncze, okrągłe, brunatne plamy na liściach. Najczęściej powstają na szczytach pędów. Z czasem plamy ciemnieją. Ciemne plamy powstają również na młodych pędach. W miejscu tych plam pędy zginają się, a gdy plama rozszerzy się i obejmie cały pęd, staje się on kruchy i bardzo łatwo łamie się. Początkowo plam jest zazwyczaj niewiele, później jednak ich liczba wzrasta, a choroba rozprzestrzenia się na całą roślinę. W miejscu plam następuje nekroza tkanek. Liście zniekształcają się, czernieją i opadają. Obumierają także kwiaty i szczyty pędów.
Zamarłe liście lub ich fragmenty stają się czarne. Jest to charakterystyczna cecha odróżniająca bakteriozę lilaka od chorób wywoływanych przez inne fitopatogeny.

## Epidemiologia
Bakterię może przenosić wiatr, szkodniki żerujące na bzie lilaku, a także może być przeniesiona z roślin chorych na zdrowe na narzędziach używanych do obcinania pędów. Do rośliny wnika przez uszkodzenia, np. rany po cięciu, obrywaniu kwiatostanów, drobne ranki pozostałe po żerowaniu szkodników oraz przez naturalne otwory, np. Przetchlinki czy aparaty szparkowe. Rozwojowi choroby sprzyja wilgotna i zimna pogoda oraz uszkodzenia pędów spowodowane przez grad, owady czy uszkodzenia mrozowe roślin.
Bakteria zimuje na opadłych liściach oraz w porażonych częściach roślin, na granicy martwej i zdrowej tkanki. Szczególnie podatne na chorobę są odmiany lilaka o białych kwiatach.

## Ochrona
Ponieważ bakteria jest polifagiem pasożytującym na licznych gatunkach roślin, przeniesiona może być na duże odległości i infekuje rośliny przez rany, podstawowym zabiegiem ochronnym jest niedopuszczenie do infekcji ran. Zapobiega się chorobie przez usuwanie porażonych liści, pędów, a nawet całych gałęzi oraz odkażanie ran po cięciu maścią ogrodniczą. Pędy należy odcinać z pewnym zapasem, a używane do tego celu narzędzia należy dezynfekować (np. denaturatem lub podchlorynem sodu). Jesienią wygrabia się i pali liście. Po zauważeniu pierwszych objawów choroby należy opryskiwać rośliny Miedzianem, preparatem Biosept lub innymi środkami używanymi do zwalczania chorób bakteryjnych roślin.